# Valladolid
Valladolid, Valhadolid ou Valhadolide[ver grafia] (em castelhano: Valladolidⓘ) é uma cidade e município da Espanha situada a noroeste da Península Ibérica e capital da província homónima e da comunidade autónoma de Castela e Leão. O município tem 197,91 km² de área e em 2021 tinha 297 775 habitantes (densidade: 1 504,6 hab./km²). É a 13.ª maior cidade da Espanha e a 88.ª da União Europeia.[carece de fontes?] A área metropolitana da cidade, constituída por 23 municípios, tem uma população de cerca de 400 000 habitantes, e é a 20.ª da Espanha.[carece de fontes?]

## Etimologia e grafia

### Etimologia
Sobre a origem do nome há várias teorias. Na época do Alandalus chamava-se Balad al-Walid (بلد الوليد), exônimo árabe usado atualmente e que significa "lugar de Ualide" em alusão talvez ao califa omíada Ualide I, que governava o Império islâmico no momento da conquista árabe. Relacionadas com esta, existem ainda as etimologias Valledolit, Vallis Oleti ou Valle de Olit, um árabe que supostamente era o senhor da cidade. Outra possível origem poderá ser Vallis olivetum, ou seja, Vale das Oliveiras, embora dado o clima extremo da cidade não seja muito provável que houvesse grande quantidade de olivais na região. Outra teoria, mais aceite que as anteriores, afirma que a origem da palavra provém da expressão celta Vallis tolitum (Vale de Águas), já que pela cidade passam o rio Pisuerga e o rio Esgueva, que antes da sua canalização no século XIX se estendia por vários ramais. Outra teoria, e esta mais provável, vem pelo gentílico vallisoletano, que se supõe ter origem em vale do sol por valle soleado; na Idade Média era chamada Vallisoletum.
Por último, também existe a teoria de Valladolid como contração de valle de lid, lugar onde, por ser plano, se reuniam os clãs e tribos pré-romanos para confrontos armados.

### Grafia

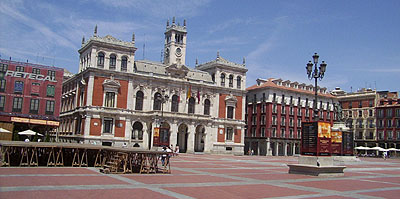
Plaza Mayor e Conselho de Valladolid

Em língua portuguesa existem as referências Valladolid (igual à castelhana, seguida nas edições em português das enciclopédias Larousse), Valhadolid (seguida pela Enciclopédia Luso-Brasileira de Cultura e por Rebelo Gonçalves no Tratado de Ortografia da Língua Portuguesa) e Valhadolide.[carece de fontes?] A forma em galego-português Valedolide, presente nas Cantigas de Santa Maria, e nos cancioneiros da Biblioteca Nacional e da Biblioteca Vaticana, caiu em desuso.[carece de fontes?]

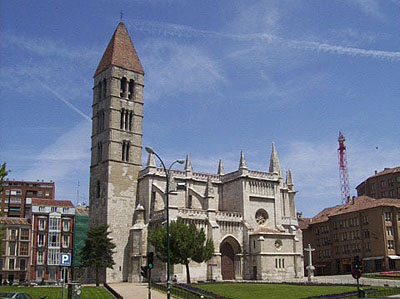
Igreja de Santa Maria la Antigua

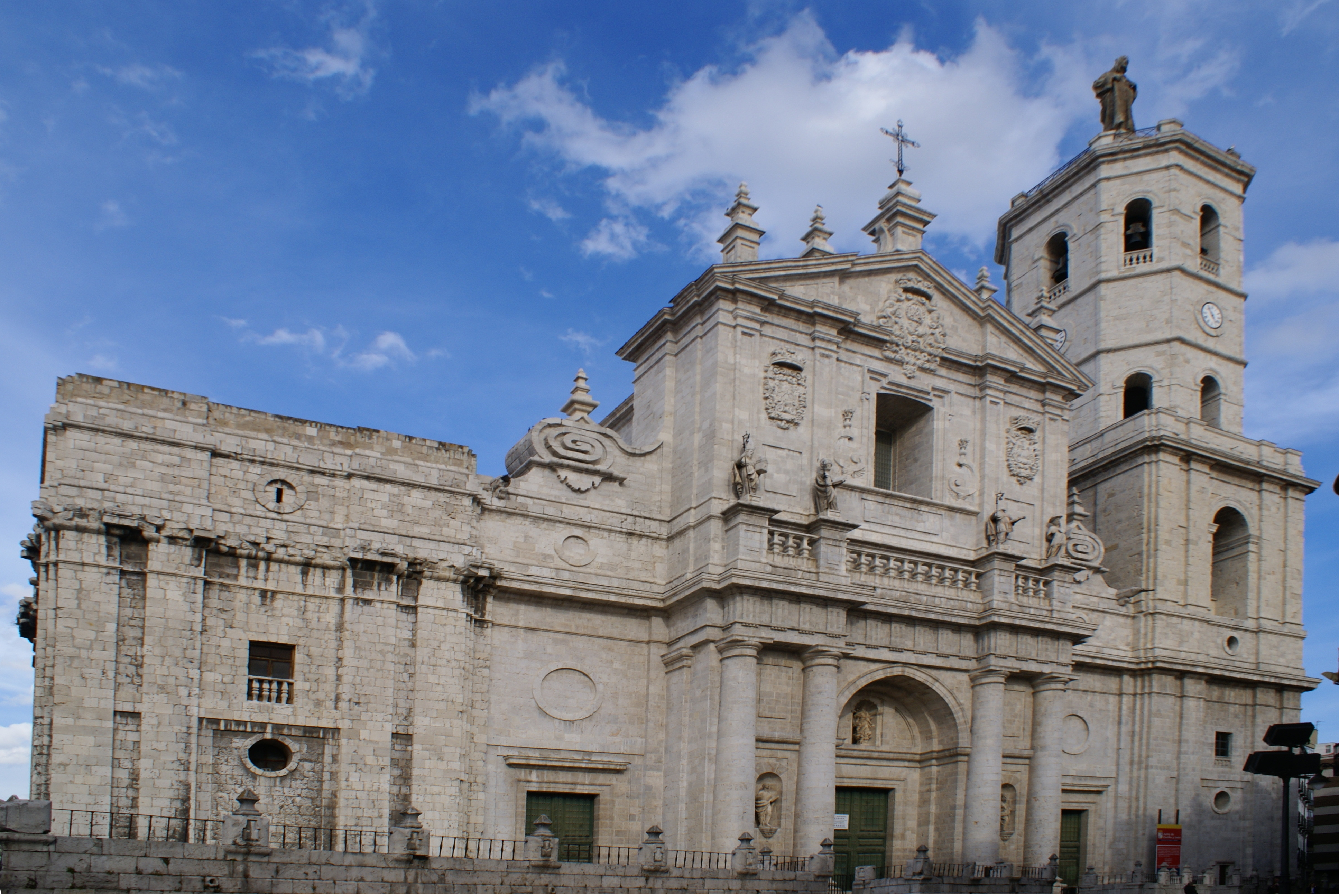
Catedral de Nuestra Señora de la Asunción

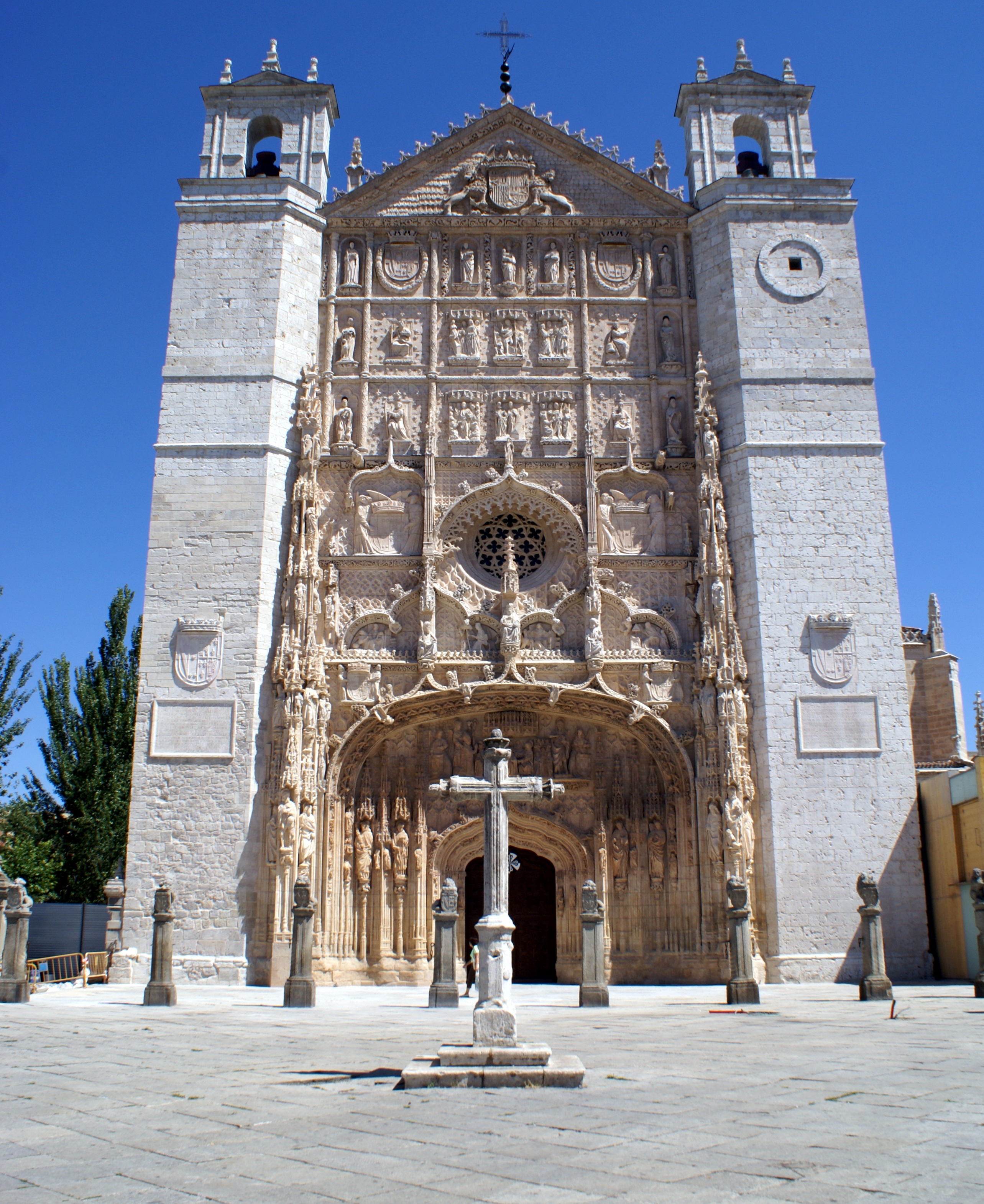
Igreja de San Pablo

## Universidade
A Universidade de Valhadolid local é uma universidade pública espanhola fundada no século XIII. É uma das das universidades mais antigas do mundo e que ainda estão em operação.
La Universidade Europea Miguel de Cervantes o UEMC é uma universidade privada, recentemente criado, que tem 1,5 mil alunos. Espalhe sobre suas três faculdades: Ciências Sociais, Ciências da Saúde e da Escola Politécnica, 31 cursos de graduação oficiais e programas de pós-graduação são ensinadas, tanto cara online.63 tem sido feito recentemente uma extensão em seu campus com a construção de um novo edifício que duplica a área dedicada ao ensino e pesquisa, bem como a incorporação de uma Clínica Universitária, um conjunto de cinema e televisão e uma nova biblioteca

## Clima

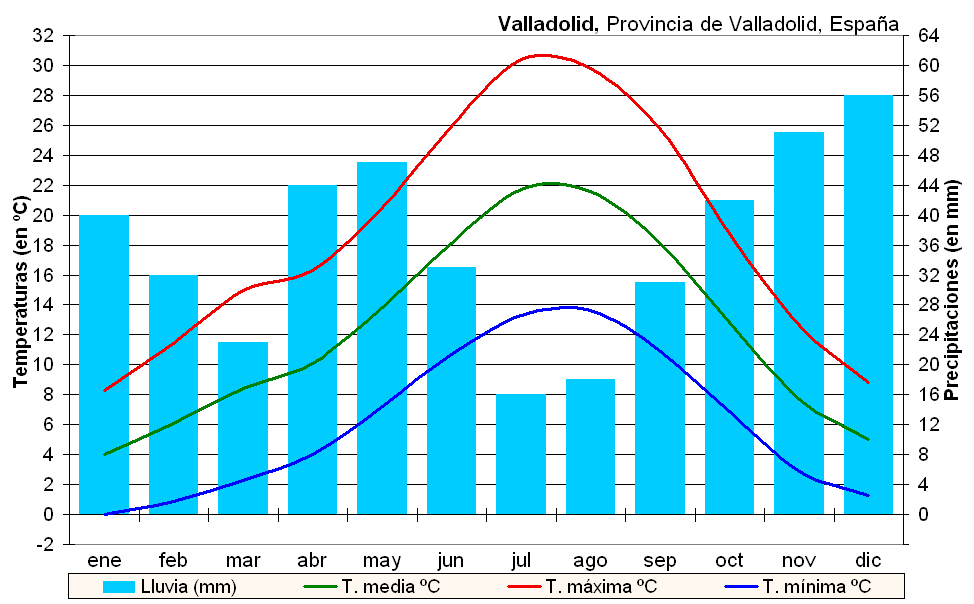
Clima de Valhadolide

O clima de Valladolid pode ser definido como mediterrâneo continental. Os invernos são frios com geadas frequentes e neve ocasional. Os verões são quentes e secos com temperaturas máximas que muitas vezes superam os 35 °C. As precipitações são escassas.
A temperatura média é de 15 °C. Janeiro é o mês mais frio com temperaturas que oscilam entre (-5 a 8 °C) e julho o mais quente (15 a 40 °C). A quantidade média de chuva recolhida num ano é de 435 mm.

## Demografia

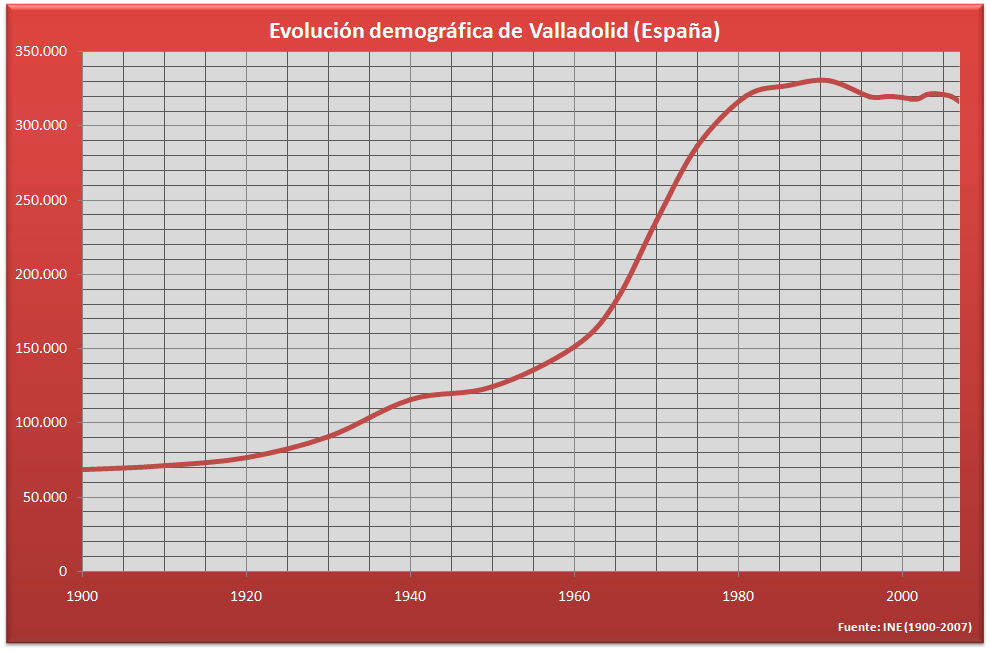
Demografia de Valhadolide (1900–2006)

A população de Valladolid teve crescimento sempre durante o século XX. Esse grande crescimento demográfico pode ser notado vendo a migração doméstica e internacional. Porém, na década de 1990 a cidade começou a experimentar uma estabilidade no crescimento. Esse fenómeno, foi causado pelo crescimento de subúrbios satélites no centro da cidade. Uma nova onda de imigração atingiu Valhadolid nos últimos anos, que não só retomou o índice de crescimento.
| Variação demográfica de Valladolid entre 1991 e 2004 |         |         |         |
| 1991                                                 | 1996    | 2001    | 2004    |
| 330 700                                              | 319 805 | 316 580 | 321 713 |
|                                                      |         |         |         |

## Atrações turísticas e culturais

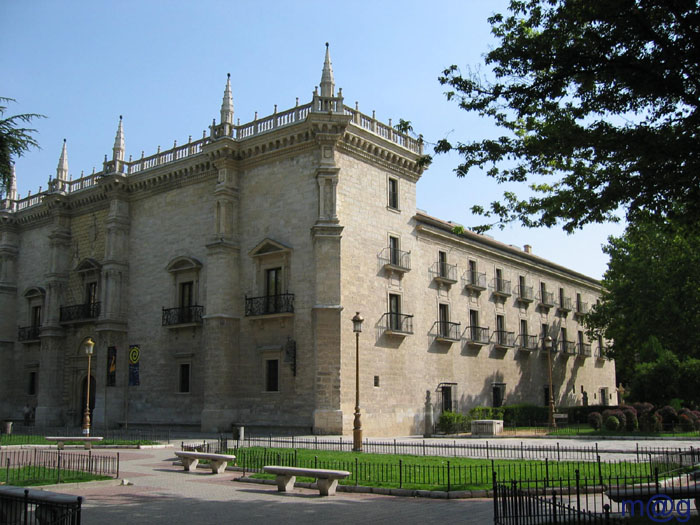
Palácio de Santa Cruz

- Praça Maior: A Plaza Mayor é um dos locais mais emblemáticos de cidade de Valladolid. Situada no centro da cidade, é uma praça portificada, de planta rectangular, completamente rodeada por edifícios.
- Real Audiência e Chancelaria de Valladolid, no Palacio de los Vivero.
- Palácio Real de Valladolid: foi a residência oficial dos reis espanhóis.
- Palácio de Fabio Nelli
- Palácio Pimentel
- Igreja de São Paulo
- Igreja de Nossa Senhora da Antigua
- Igreja de Nossa Senhora das Angústias
- Igreja da Veracruz
- Teatro Calderón
- Colegio de São Gregório
- Colégio de Santa Cruz
- Campo Grande
- Museu Nacional Colégio de São Gregório
- Museu Oriental

## Divisão administrativa
A cidade de Valladolid está dividida em 49 bairros. Os bairros são:
| - Bairro de las Delícias - Bairro de Pajarillos - Bairro de las Flores - Bairro de San Isidro - Bairro de Buenos Aires - Bairro de los Vadillos - Bairro da Circular - Bairro de San Juan - Bairro da Victoria - Bairro da Feria de Muestras - Bairro Girón - Bairro Parquesol - Bairro de Huerta del Rey - Bairro de Arturo Eyríes - Bairro da Overuela - Bairro de Fuente Berrocal - Bairro de San Nicolás - Bairro da Rondilla - Bairro de Santa Clara - Bairro XXV Años de Paz |  | - Bairro España - Bairro de San Pedro Regalado - Bairro Belén - Bairro da Pilarica - Bairro das Batallas - Bairro do Hospital - Paseo Zorrilla-Campo Grande-Ribera de Curtidores - Zona Sur-La Rubia-Arturo León - San Adrián-Las Villas - Parque Alameda - Cañada de Puente Duero - Covaresa - Bairro de Valparaíso - Pinar de Antequera - Bairro de Puente Duero - Arca Real - Centro-San Miguel - San Andrés-Caño Argales - La Antigua-Universidad |

## Cidades irmãs

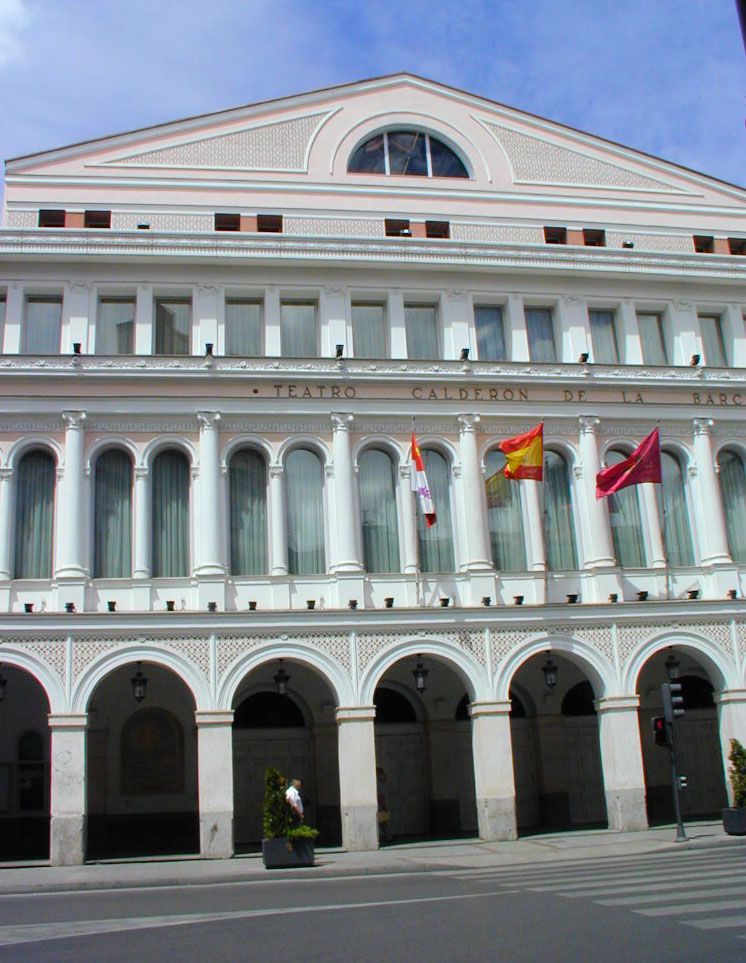
O Teatro Calderón, sede principal de Semana Internacional de Cine de Valladolid

| - Lille, França - Morelia, México - Florença, Italia - Orlando, Estados Unidos |

## Festividades locais
- Semana Santa
- 13 de maio: Festas de San Pedro Regalado
- 8 de setembro: Festas da Virgen de San Lorenzo

## Desporto
O clube de futebol da cidade, Real Valladolid Club de Fútbol, disputou por diversas vezes a 1ª divisão espanhola, a La Liga Santander.